# دانييل هولكومب توماس
دانييل هولكومب توماس (بالإنجليزية: Daniel Holcombe Thomas)‏ هو قاضي وضابط ومحامي أمريكي، ولد في 25 أغسطس 1906 في براتفيل في الولايات المتحدة، وتوفي في 13 أبريل 2000.